# Tierre Brown
Pour les articles homonymes, voir Brown.
Tierre Brown (né le 3 juin 1979 à Iowa en Louisiane), est un joueur américain professionnel de basket-ball.
Brown évolue à l'université d'État McNeese et commence sa carrière avec les Rockets de Houston en 2001. Il joue quinze rencontres pour les Cavaliers de Cleveland lors de la saison 2002-2003 et trois rencontres pour les Hornets de La Nouvelle-Orléans pour la saison 2003-2004. Il passe la saison 2004-2005 avec les Lakers de Los Angeles. Il est nommé MVP de la NBA Development League en 2004.
Les Raptors de Toronto le signent pour son camp d'entraînement le 3 octobre 2005 mais il est licencié le 22 octobre.
Brown a aussi joué pour l'équipe des Albuquerque Thunderbirds en NBA Development League.